# Rogowa Grań

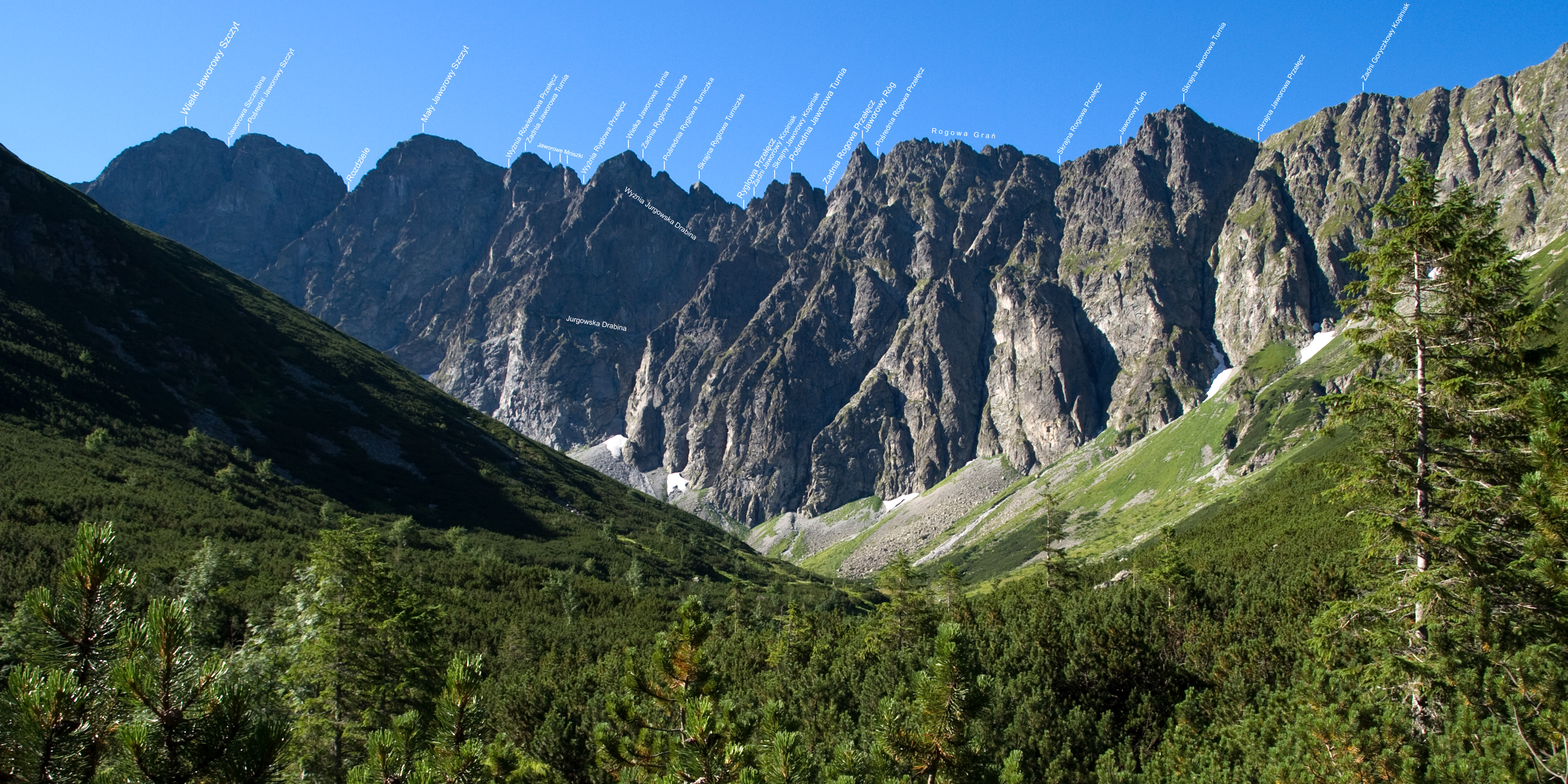
Rogowa Grań (wśród podpisanych obiektów)

Rogowa Grań (słow. Rohový hrebeň) – odcinek Jaworowej Grani w słowackich Tatrach Wysokich. Znajduje się pomiędzy Jaworowym Rogiem, oddzielonym Pośrednią Rogową Przełęczą, a Skrajną Jaworową Turnią oddzieloną Skrajną Rogową Przełęczą.
Jest to dosyć długa, postrzępiona grań wchodząca w skład masywu Jaworowego Rogu. Stanowi ona jednak oddzielny obiekt, który oddzielony jest siodłami dwóch przełęczy. Nieco na zachód od Pośredniej Rogowej Przełęczy znajduje się najwyższy obiekt tejże grani – mało wybitna, nienazwana turnia. Do Doliny Jaworowej grań opada wysokim Jaworowym Murem, w którym widoczne są liczne żleby. Ściany opadające w stronę doliny Rówienki są urwiste, a wzdłuż nich rozciągają się szerokie upłazy. Na Rogową Grań nie prowadzą żadne znakowane szlaki turystyczne, jest dostępna jedynie dla taterników.
Nazwa Rogowej Grani i innych podobnych obiektów pochodzi od Jaworowego Rogu.

## Historia
Pierwsze wejścia turystyczne:
- Roman Kordys i Jerzy Maślanka, 27 sierpnia 1905 r. – letnie,
- Jerzy Pierzchała i Stanisław Siedlecki, 7 kwietnia 1939 r. – zimowe.